# Wolne Kobiety
Wolne Kobiety (hiszp. Mujeres Libres) – hiszpańska organizacja anarchofeministyczna istniejąca w latach 1936–1939. Założona przez Lucíę Sánchez Saornil, Mercedes Comaposadę i Amparo Poch y Gascón. Początkowo mała grupa kobiet w Madrycie szybko rozrosła się do krajowej federacji liczącej 30,000 członkiń w szczytowym momencie jej rozwoju latem 1938.
Wyłoniła się z ruchu anarchosyndykalistycznego, składającego się z trzech głównych organizacji: Krajowej Konfederacji Pracy (CNT), Iberyjskiej Federacji Anarchistycznej (FAI) i oraz Iberyjskiej Federacji Młodzieży Wolnościowej (FIJL). Wiele kobiet, które uczestniczyły w tych grupach, czuło, że ich problemy były ignorowane przez mężczyzn. W rezultacie powstały autonomiczne grupy Wolnych Kobiet, dążące zarówno do wyzwolenia kobiet, jak i do anarchistycznej rewolucji społecznej. Twierdziły one, że te dwa cele są równie ważne i powinny być realizowane równolegle. Mając w zamyśle wzmocnienie pozycji kobiet z klasy robotniczej, organizowały one działania począwszy od programów edukacyjnych i zajęć technicznych po ośrodki opieki nad dziećmi i pomocy macierzyńskiej.
Podczas gdy Wolne Kobiety dążyły do uznania ich jako czwartej głównej organizacji w ramach ruchu anarchistycznego, nigdy formalnie nie osiągnęły statusu równego innym grupom. Założona w II Republice Hiszpańskiej organizacja podążyła za anarchistami wspierając frakcję republikańską, gdy rozpoczęła się hiszpańska wojna domowa. Po zwycięstwie sił nacjonalistycznych w 1939, organizacja upadła, a ruch anarchistyczny jako całość został zdelegalizowany.

## Tło
Kobiety w Hiszpanii przed 1936 były w jawnie nierównym położeniu w stosunku do mężczyzn. Miały do czynienia ze złymi warunkami pracy, od braku zachowania podstawowej higieny pracy po konsekwentnie niższe niż mężczyźni wynagrodzenie za tę samą pracę. Wskaźnik alfabetyzacji w Hiszpanii w tym okresie był niski zarówno dla mężczyzn, jak i dla kobiet, ale zauważalnie niższy dla kobiet; przykładowo w 1930 sięgał 60% w południowej części Hiszpanii i 30% w regionie baskijskim. Ograniczało to zaangażowanie polityczne i mobilność społeczną kobiet z klasy robotniczej.
Kobiety były również w dużej mierze ograniczone do sfery domowej. Zazwyczaj to na kobietach spoczywała główna odpowiedzialność za wychowanie dzieci, co ograniczało je w sposób, jakiego nie doświadczali mężczyźni. Zatrudnienie kobiet zazwyczaj sprowadzało się do wykonywania prac domowych u innych lub we własnym domu, jak również pracy na akord w takich branżach jak tekstylna.

### Kobiety w ruchu anarchistycznym
Ruch anarchistyczny był formalnie zaangażowany w idee równości, deklarując, że „obie płcie będą równe, zarówno w prawach, jak i w obowiązkach”. W praktyce jednak wystąpiły liczne niedociągnięcia w realizacji tego celu. Nierówności w społeczeństwie hiszpańskim oznaczały, że kobiety stanowiły mniejszość w większości miejsc pracy, co ograniczało ich zdolność do uczestnictwa, zwłaszcza w CNT. Nawet tam, gdzie kobiety stanowiły większość, anarchistyczne związki zawodowe podejmowały raczej niewielki wysiłek w celu zorganizowania kobiet, postrzegając je jako potencjalne łamistrajki.
Jednym z powodów, dla których seksistowskie przekonania pozostały tak otwarte, był fakt, że Pierre-Joseph Proudhon, często nazywany „ojcem anarchizmu”, otwarcie wierzył, że kobiety są mniej wartościowe od mężczyzn i opowiadał się za tym, aby pozostały przy pełnieniu ról związanych z zadaniami domowymi.
Nawet wobec najbardziej egalitarnie myślących mężczyzn twierdzono, że „anarchistyczna utopia zatrzymała się w drzwiach wejściowych”. Sara Berenguer i Pepita Carpeña, które później stały się członkiniami Wolnych Kobiet, donosiły o seksistowskich zachowaniach w młodzieżówce FIJL.

## Powstanie

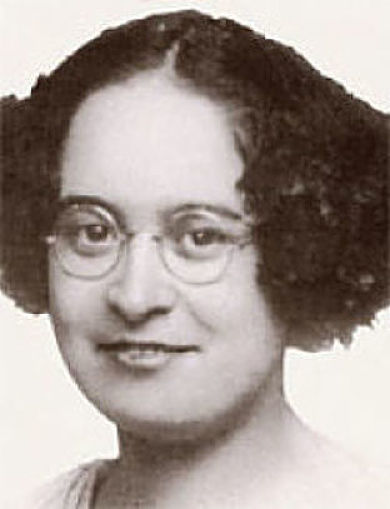
Amparo Poch y Gascón – jedna z założycielek organizacji.

Inne anarchistki, zwłaszcza Lucía Sánchez Saornil i Mercedes Comaposada, miały podobne doświadczenia z seksizmem, wskutek czego w 1935 powstała pierwsza grupa Wolnych Kobiet w Madrycie. Wraz z dr Amparo Poch y Gascón są uważane za „inicjatorki” ruchu Wolne Kobiety, którego celem było wzmocnienie pozycji hiszpańskich kobiet.
W 1934 podobna, ale odrębna grupa została założona w Barcelonie przez członków CNT (oraz działaczkę Soledad Estorach) w celu zaangażowania kobiet w ruch anarchistyczny. W ten sposób powstała Grupo Cultural Feminino, która stała się katalońską organizacją regionalną całkowicie niezależną od Wolnych Kobiet.
Kiedy obie inicjatywy odkryły się nawzajem pod koniec 1936, Grupo Cultural Feminino zdecydowała się przyłączyć do organizacji madryckiej i przemianowała się na Agrupación Mujeres Libres. Z biegiem czasu w całym kraju powstało wiele innych oddziałów organizacji. Pozostały one zasadniczo niezależne od siebie, aż w sierpniu 1937 90 lokalnych grup Wolnych Kobiet formalnie ustanowiło federację narodową. W miarę jak ruch się rozrastał, latem 1938 osiągnął liczbę 30,000 członkiń.

### Publicystyka
Od września do listopada 1935 Lucía Sánchez Saornil i sekretarz krajowy CNT Mariano Rodríguez Vázquez korespondowali publicznie na łamach anarchistycznej gazety „Solidaridad Obrera” w sprawie pozycji kobiet w ruchu anarchistycznym. Rodríguez Vázquez był przychylny pozycji kobiet, dostrzegając, że wielu mężczyzn sprawowało władzę nad swoimi partnerkami w domu, jak również proponował, aby Solidaridad Obrera poświęcało jedną stronę tygodniowo kobietom. Sánchez Saornil ostro krytykowała sposób, w jaki anarchistyczne kobiety były postrzegane w ruchu, argumentując w odniesieniu do seksistowskich postaw mężczyzn, że „ogromna większość męskich towarzyszy... ma umysły zainfekowane najbardziej typowymi burżuazyjnymi uprzedzeniami”.
Z powodu jej niezadowolenia stanowiskiem Vázqueza próbującego łagodzić zaniedbywanie kwestii kobiecej, postanowiła ogłosić w artykule zamiar stworzenia osobnego czasopisma poświęconego w całości sprawie kobiet. Konsekwentna realizacja tego projektu wywołała szerokie poparcie wśród anarchistów i oznaczała pełne wyłonienie się organizacji Wolnych Kobiet w oczach opinii publicznej. Pierwszy numer czasopisma „Mujeres Libres” ukazał się 20 maja 1936. Ostatecznie wypuszczono 14 numerów.

## Ideologia

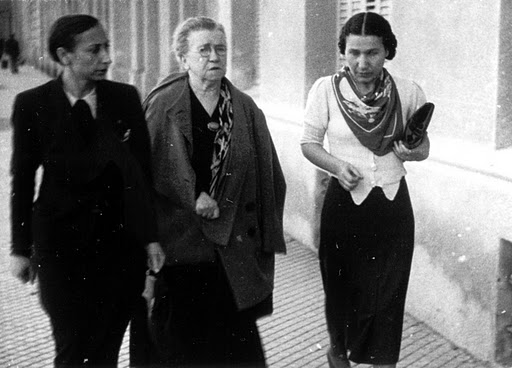
Emma Goldman i jedna z założycielek Wolnych Kobiet – Lucía Sánchez Saornil

Jako uczestniczki ruchu anarchosyndykalistycznego, Wolne Kobiety wierzyły w potrzebę zniesienia państwa i kapitalizmu. Wielu anarchistów w tamtym czasie zakładało, że nierówność płci była produktem tych ekonomicznych hierarchii i że zniknie ona po osiągnięciu rewolucji społecznej, jednak anarchistki, które założyły Wolne Kobiety, uznały taką bierną postawę za niezadowalającą.
Znalazło to odzwierciedlenie w ich deklaracji ideowej, która głosiła, że kobiety powinny zostać wyemancypowane z „potrójnego zniewolenia” – przez brak świadomości co do praw kobiet, przez nierówności płci i przez kapitalizm. Twierdziły, że kobiety mają do pokonania dodatkową „wewnętrzną” walkę – muszą szanować same siebie, aby osiągnąć równość względem mężczyzn.

### Feminizm
Chociaż Wolne Kobiety wierzyły, że mężczyźni i kobiety są równi, odrzucały etykietę feminizmu. Zamiast tego, zazwyczaj określały swoją ideologię mianem „humanizmu”. Wynikało to z przekonania, że nierówności płci nie da się zwalczyć w oderwaniu od nierówności ekonomicznych. Uważały na przykład, że prostytucja jest formą wyzysku kobiet, która powstała częściowo z powodu rozpaczliwych okoliczności ubóstwa, w którym dana kobieta się znalazła; w związku z tym ich próby wykorzenienia tego procederu koncentrowały się na tworzeniu schronień dla kobiet, a nie na jego zakazie.

### Niezależność
W porównaniu z innymi lewicowymi organizacjami kobiecymi w Hiszpanii w tym czasie, Wolne Kobiety były wyjątkowe, ponieważ kładło nacisk na zachowanie autonomii od pokrewnych organizacji – CNT, FAI i FIJL – zdominowanych przez mężczyzn. Zrobiło to, aby w pełni zająć się sprawami kobiet, argumentując, że autonomia i separacja pozwoli im działać niezależnie w kierunku organizowania i emancypowania kobiet. Podkreślało, że jest integralną częścią ruchu wolnościowego, ale mimo to nie prosiło o delegatów z prawem głosu na spotkaniach pozostałych organizacji. Wolne Kobiety chciały uczestniczyć w ruchu, ale nie chciało być związane jego postanowieniami i tym samym tracić niezależności.

### Hymn
Niniejszy hymn organizacji napisany został przez Lucíę Sánchez Saornil w 1937:
| Tekst oryginalny | Tekst polski |
| --- | --- |
| Puño en alto mujeres de Iberia hacia horizontes preñados de luz por rutas ardientes, los pies en la tierra la frente en lo azul. Afirmando promesas de vida desafiamos la tradición modelemos la arcilla caliente de un mundo que nace del dolor. ¡Que el pasado se hunda en la nada! ¡Que nos importa del ayer! Queremos escribir de nuevo la palabra MUJER. Puño en alto mujeres del mundo hacia horizontes preñados de luz por rutas ardientes adelante, adelante de cara a la luz. | Pięści kierujcie w górę, kobiety z Iberii Ku horyzontom brzemiennym w światło Na rozpalonych ścieżkach Stopy na ziemi Twarzą do błękitnego nieba. Chłonąc obietnicę światła Przeciwstawiamy się tradycji Formujemy ciepłą glinę Nowego świata zrodzonego z bólu. Niech przeszłość zniknie w nicości! Co nas obchodzi wczoraj! Chcemy pisać od nowa Słowo KOBIETA. Pięści kierujcie w górę, kobiety świata Ku horyzontom brzemiennym w światło Na rozpalonych ścieżkach Naprzód, naprzód W stronę światła! |

## Działania

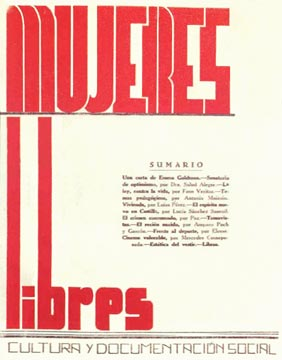
Okładka pierwszego numeru wydawanego przez organizację czasopisma „Mujeres Libres” (1936)

Głównym celem Wolnych Kobiet było włączenie większej liczby kobiet do ruchu anarchistycznego oraz wzmocnienie pozycji kobiet w jego łonie. W tym celu początkowe działania grup polegały na tworzeniu sieci kobiet poprzez tworzenie wyłącznie kobiecych grup społecznych. Ich istnienie zwiększyło widoczność anarchistek i pomogło nagłośnić ich problemy, szczególnie poprzez zapewnienie przestrzeni do dyskusji na temat strategii walki z seksizmem zarówno na poziomie indywidualnym, jak i zbiorowym.
Organizacja prowadziła propagandę poprzez radio, mobilne biblioteki i wycieczki. Organizatorki i aktywistki podróżowały po wiejskich częściach Hiszpanii, aby zakładać wiejskie kolektywy i wspierać kobiety w kraju, zachęcając kobiety do anarchizmu i uczestnictwa zarówno w Wolnych Kobietach, jak i CNT. Wolne Kobiety wydawały również swój magazyn dla kobiet, a także różne broszury i inne publikacje, aby informować swoje członkinie. Magazyn adresowany był do kobiet z klasy robotniczej i skupiał się na „budzeniu kobiecej świadomości w kierunku idei wolnościowych”.
Wolne Kobiety często współpracowały z anarchistyczną organizacją humanitarną Solidaridad Internacional Antifascista, której sekretarzem generalnym była Lucía Sánchez Saornil. Udzielali pomocy uchodźcom i rannym żołnierzom w czasie wojny domowej.

### Zatrudnienie
Jednym z głównych obszarów, w którym Wolne Kobiety starały się wzmocnić pozycję kobiet, było miejsce pracy. Postrzegając udział kobiet w działalności gospodarczej jako kluczowy element ich emancypacji, utworzyły one „sekcje pracy”. Ta strategia została dodatkowo nasilona z tego powodu, że wielu pracujących mężczyzn stało się żołnierzami, a zatem związki zawodowe były bardziej chętne do zatrudniania kobiet z konieczności, tworząc nawet programy praktyk.
Kobiety zaangażowane w organizację wypełniały luki gospodarcze w bardzo różnych branżach. Tworzyły one oddziały zajmujące się transportem, kanalizacją, produkcją, hutnictwem i służbą publiczną, a także „ruchome brygady”, które dokańczały wszelkie niedokończone prace. Dostarczały one żywność zarówno milicji, jak i społecznościom miejskim, m.in. tworząc kuchnie komunalne; pomogły też zjednoczyć 15 000 kobiet pracujących w usługach gastronomicznych i transporcie publicznym w dwóch głównych miastach – Madrycie i Barcelonie.

#### Walka zbrojna
George Orwell, który walczył w wojnie domowej w ramach milicji POUM, zauważył przejawy seksizmu u swoich towarzyszy. W swej słynnej książce W hołdzie Katalonii pisał:

W pierwszych bitwach walczyły ramię w ramię z mężczyznami, co uchodziło za rzecz zupełnie naturalną […] Później takie postrzeganie zmieniło się. Milicjantów trzeba było trzymać z dala od ujeżdżalni, podczas gdy kobiety tam ćwiczyły, bo śmiali się z kobiet i je zniechęcali.

Nawet na froncie kobiety pełniły głównie role pomocnicze. W reakcji na to Wolne Kobiety zorganizowały wsparcie dla włączenia kobiet w szeregi żołnierzy (takich jak Mika Feldman de Etchebéhère), tworząc strzelnice i zajęcia z praktyki strzeleckiej oraz promując ich ambicje za pośrednictwem czasopisma.

### Opieka medyczna
Wolne Kobiety wspierały również wysiłek wojenny poprzez założenie szkoły kształcącej pielęgniarki oraz stworzenie kliniki medycznej, która miała wspierać osoby ranne w czasie wojny. Jedna z inicjatorek, Amparo Poch y Gascón, była pielęgniarką i wykorzystała swoją wiedzę do nauczania pierwszej pomocy oraz szkoliła kobiety na położne.

#### Zdrowie kobiet
W Barcelonie Wolne Kobiety prowadziły szpital dla obłożnie chorych, który zapewniał matkom opiekę porodową i poporodową, a także oferował wszystkim kobietom edukację w zakresie zdrowia dzieci i matczynego oraz seksualności. W lutym 1938 powstał Instytut Opieki nad Matką i Dzieckiem im. Louise Michel, który oferował szeroki wachlarz usług medycznych i doradztwa dla matek i dzieci. Podczas wojny Wolne Kobiety były wspierane przez Federicę Montseny w wysiłkach na rzecz rozpowszechniania informacji dotyczących kontroli urodzeń oraz dla legalizacji aborcji.

#### Opieka nad dziećmi
Wolne Kobiety wspierały grupową opiekę nad dziećmi i tworzyło ośrodki opieki nad dziećmi w zakładach pracy, zarówno przemysłowych, jak i rolniczych. Ponieważ kobiety były głównymi opiekunkami, usługa ta pozwoliła im na swobodniejsze uczestnictwo w życiu zawodowym i działalności związkowej. Dlatego też ich wysiłki na rzecz poprawy zdrowia i edukacji dzieci usprawniało prowadzenie rewolucji, jak i cele emancypacyjne kobiet.

### Edukacja
Wolne Kobiety koncentrowały się również na edukacji. Chcąc poradzić sobie z problemem analfabetyzmu, założyły szkołę, w której aktywistki uczyły kobiety z klasy robotniczej czytać i pomagały w kształceniu się celem przygotowania do przyszłej pracy. Cele programów edukacyjnych sięgały od zwykłej alfabetyzacji i edukacji elementarnej do szkół technicznych i zawodowych, oferujących nawet szkolenia w wyspecjalizowanych zajęciach, takich jak uprawa winorośli.
Zachęcały również do „formacji społecznej” poprzez edukację, ucząc kobiety metod organizacji związkowej, socjologii, ekonomii i kulturoznawstwa. Do tego dochodziły kursy ogólne w innych dziedzinach, na których skupiała się organizacja, takich jak pielęgniarstwo i opieka nad dziećmi. Bezpośrednie programy edukacyjne, takie jak te, docierały do tysięcy kobiet przez cały okres wojny domowej, a w jednej ze szkół w Barcelonie na zajęcia uczęszczało codziennie od 600 do 800 kobiet.

## Sprzeciw

### Wewnątrz ruchu anarchistycznego
Podążając za patriarchalnymi poglądami Proudhona, niektórzy anarchiści twierdzili, że właściwą rolą kobiety jest bycie matką i oferowanie wsparcia swoim mężom w domu, a nie bezpośredni udział w ruchu. Na przykład anarchistka Matilde Piller napisała w 1934, że „nie można być jednocześnie dobrą matką – w ścisłym tego słowa znaczeniu – i dobrą prawniczką lub chemiczką... Kobieta może być intelektualistką, ale czy jednocześnie matką? Nie”. Kobiety z organizacji były również często lekceważąco nazywane „Mujeres Liebres”. Określenie to, tłumaczone dosłownie jako „kobiety-zające”, sugerowało, że „przeskakiwały” one z łóżka do łóżka.
Ponieważ organizacje anarchistyczne opowiadały się za decentralizacją, polityka współpracy z Wolnymi Kobietami różniła się na poziomie lokalnym, regionalnym i krajowym. Lokalne grupy były zazwyczaj bardziej skłonne do współpracy, co umożliwiło Wolnym Kobietom realizację wielu projektów wspólnie z lokalnymi związkami zawodowymi. Z kolei na poziomie regionalnym i krajowym napotkały znacznie większy opór. Chociaż przyznano im fundusze na kontynuowanie działalności, często były one znacznie mniejsze niż te, o które wnioskowano.
Jedną z kluczowych przyczyn tej wrogości – i ostatecznie odmowy równego statusu na kongresie na szczeblu narodowym w październiku 1938 – było naleganie Wolnych Kobiet na autonomię. Ich niezależne cele (wzmocnienie pozycji kobiet, a nie tylko włączenie ich do ruchu) były postrzegane jako kwestionujące możliwości istniejących organizacji. Wolne Kobiety powstały, aby zająć się tym, co według członkiń było porażką istniejących organizacji. Jako że autonomia oznaczałaby, że ruch anarchistyczny pozostaje niezdolny do rozwiązania problemu, oskarżenie o separatyzm było powszechnie rzucane w stronę Wolnych Kobiet – pomimo ich ciągłego deklarowania, emancypacja kobiet i rewolucja anarchistyczna są nierozerwalnie połączone.

### Ze strony innych organizacji kobiecych
Stosunki między Wolnymi Kobietami a innymi grupami kobiecymi były często napięte. Jednym z powodów tego było odrzucenie feminizmu, wynikające z ich przekonania, że aktywizm kobiet powinien mieć miejsce tylko w ramach innych organizacji anarchistycznych. Przekonanie to miało szczególnie duże znaczenie ze względu na polityczny charakter wielu organizacji kobiecych. Kilka partii politycznych założyło organizacje kobiece, szczególnie socjalistyczne i komunistyczne; nawet faszystowska Falanga miała Sekcję Feministyczną (Sección Femenina). Wolne Kobiety skutecznie wypełniły tę lukę dla ruchu anarchistycznego.
W czasie wojny domowej w Republice bardzo widoczne były napięcia ideologiczne między różnymi frakcjami. Gdy anarchiści poczynili kroki w kierunku rewolucji hiszpańskiej, grupy komunistyczne takie jak PCE i PSUC ruszyły by stłumić ruch, argumentując, że pokonanie Franco było ważniejsze niż rewolucja. W miarę wzrostu napięcia ideologicznego, rywalizacja między poszczególnymi grupami kobiecymi nabrała nowego wymiaru, przy czym Wolne Kobiety szczególnie konkurowały o członkostwo z kierowanym przez PCE Stowarzyszeniem Kobiet Antyfaszystowskich (Asociación de Mujeres Antifascistas).
W imię jedności antyfaszystowskiej AMA wzywała do zjednoczenia grup kobiecych w jedną organizację zajmującą się mobilizacją kobiet do działań wojennych. Dolores Ibárruri, prominentna działaczka komunistyczna i liderka AMA, nie przywiązywała wielkiej uwagi do organizowania się kobiet, lecz skupiła się raczej na działaniach wojennych niż na emancypacji kobiet. Wolne Kobiety odrzuciły tę postawę, nie tylko ze względu na ideologiczną opozycję wobec PCE, ale także dlatego, że postrzegały działania wojenne jako tylko część szerszego programu emancypacji kobiet. W ten sposób Wolne Kobiety były wyjątkowe wśród ówczesnych organizacji kobiecych, ponieważ uważała emancypację kobiet za cel sam w sobie.

## Rozpad
Po upadku Katalonii w lutym 1939 wiele działaczek republikańskich, w tym Lucía Sánchez Saornil, uciekło do Francji, a Wolne Kobiety rozpadły się. Czternasty numer magazynu „Mujeres Libres” był jeszcze drukowany w momencie upadku Barcelony, jednak nie zachował się żaden egzemplarz. Zaledwie dwa miesiące później, Republika Hiszpańska padła łupem nacjonalistycznych sił Franco, a wynikająca z tego dyktatura frankistowska stłumiła ruch anarchistyczny.
Niemniej jednak udział w ruchu miał wpływ na jego członkinie. Historyczka Martha Ackelsberg zauważyła, że ich doświadczenia „energii, entuzjazmu i poczucia osobistego i zbiorowego upodmiotowenia” miały „wielki i długotrwały wpływ” na kobiety, które były członkiniami, nawet pół wieku po wojnie domowej.

### W kulturze
Dramat historyczny Anarchistki z 1996 r., w reżyserii Vicente Aranda, koncentruje się wokół członkiń Wolnych Kobiet.